# Crăiasa zăpezii
Crăiasa zăpezii (daneză: Snedronningen) este un basm de Hans Christian Andersen. A fost publicat prima oară în 1845 în volumul Nye Eventyr. Første Bind. Anden Samling.

## Povestiri
Crăiasa zăpezii este un basm a cărui acțiune este împărțită în șapte povestiri (daneză: Historier).
- Întâia povestire - În care e vorba de o oglindă și de niște cioburi
- A doua povestire - Un băiețaș și o fetiță
- A treia povestire - Grădina femeii care știa să facă farmece
- A patra povestire - Un prinț și o prințesă
- A cincea povestire - Fetița de tâlhar
- A șasea povestire - Lapona și finlandeza
- A șaptea povestire - În care e vorba de palatul Crăiesei zăpezii și despre ce s-a întâmplat acolo

## Prezentare

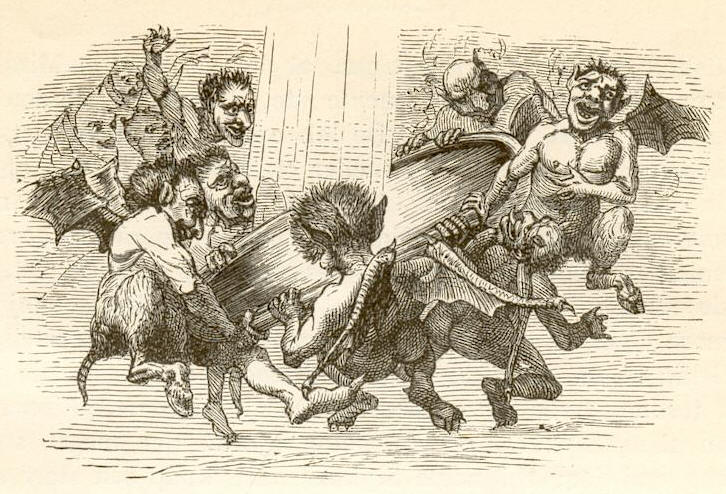
Oglinda magică.
Ilustrație de Vilhelm Pedersen</br>

Diavolul, luând chipul unui vrăjitor meschin, făurește odată o oglindă magică. Aceasta avea puterea de a reflecta lumea într-un mod bizar, scoțând în evidență părțile rele din oameni și natură. Mulțumit de invenția sa, vrăjitorul încearcă să urce oglinda în ceruri. Obiectul malefic îi alunecă însă din mâini și cade pe pământ, spărgându-se în milioane de bucăți. Cioburile ajung să fie împrăștiate pe tot mapamondul, intrând în ochii și inimile oamenilor.
În orașul cel mare, locuiau la mansardele a două case alăturate doi copii, Kai și Gerda (în alte versiuni Karl și Gretchen). Cei doi își petreceau mereu timpul împreună, iubindu-se ca niște frați. Pe timp frumos ei se jucau într-o grădiniță de flori, construită pe streașina casei. Într-o zi, în timp ce se uitau într-o carte cu imagini, Kai simte cum îl lovește ceva în piept, apoi cum îi intră ceva în ochi. Gerda începe să plângă iar băiatul, dintr-odată schimbat, începe să o mustreze. În următoarea perioadă, Kai devine interesat de alte activități și nu mai este bucuros să fie doar prietenul lui Gerda. Iarna, el iese alături de ceilalți băieți la săniuș. Își prinde săniuța de o sanie mare și albă ce străbătea piața, cu gândul să fie tras pe străzi. Aceasta gonește însă afară din oraș, răpindu-l. 

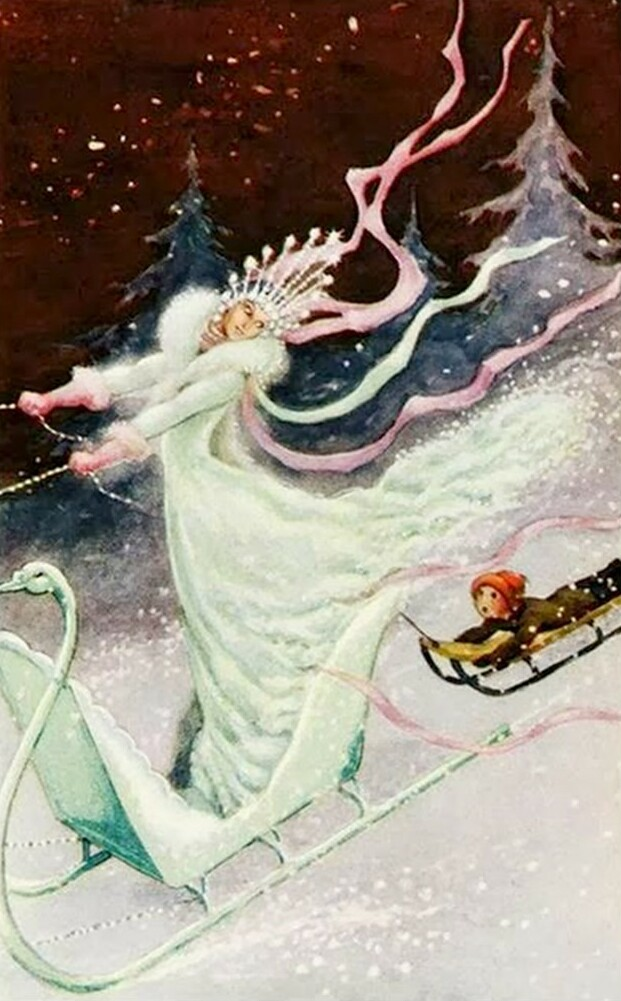
Crăiasa zăpezii îl răpește pe Kai.
Ilustrație de Rudolf Koivu (1890–1946)</br>

Acasă, Gerda îi duce dorul lui Kai, pe care îl crede mort. Primăvara, ea merge la râu să-l întrebe dacă prietenul său a murit înecat. Neprimind un răspuns, fetița se urcă într-o luntre și pornește, pe neașteptate, în căutarea băiatului pierdut. Gerda călătorește pe râu în jos până când ajunge la casa unei femei bătrâne. Aceasta o găzduiește pe fetiță și, prin folosirea unui pieptene de aur, face ca aceasta să uite de Kai. Un trandafir din pălăria bătrânei rupe însă vraja și Gerda fuge din casa femeii cu farmece.

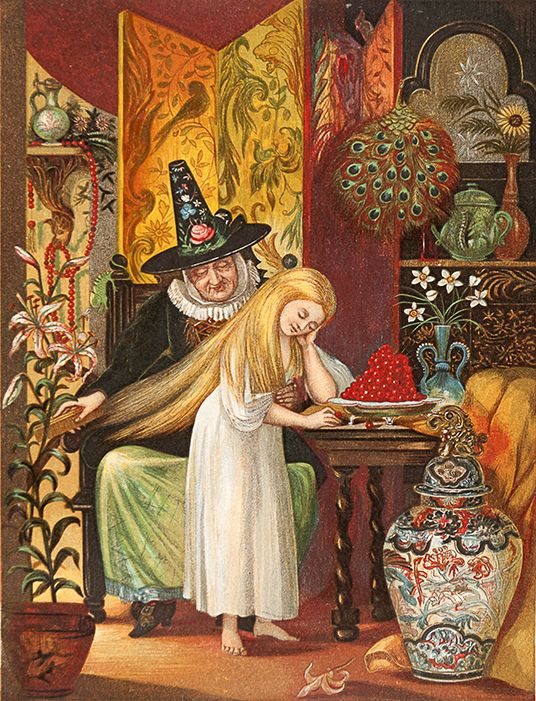
Ilustrație cu Gerda din Fairy Tales by Hans Christian Andersen, 1872

Gerda își continuă drumul până ce în calea ei se arată un corb, căruia îi povestește toate peripețiile. Corbul îi spune că s-a auzit de venirea unui băiat ca și Kai la curtea unei prințese ce-și căuta pețitor. Gerda se gândește că el trebuie să fie, așa că pornește spre palat. Infiltrată în camera prinților, aceasta descoperă că feciorul era altul și, dezamăgită, începe să plângă până când o trezește pe prințesă. Gerda le spune atunci și celor două altețe povestea ei și primește în semn de ajutor o caleașcă de aur cu care-și reia căutarea.
Gerda este dusă de caleașcă într-o pădure deasă, unde este jefuită de niște tâlhari. Este luată captivă de fiica tâlharilor, care o pune să doarmă alături de ea și de păsările sale. Seara, porumbeii fetei de tâlhar îi spun lui Gerda că l-au văzut pe Kai în sania Crăiesei zăpezii, pe vremea când erau pui. În dimineața următoare, Gerda îi povestește cele auzite fetei de tâlhar iar aceasta se hotărăște să o ajute. Ia zgarda de fier de la gâtul renulului său și i-l înmânează lui Gerda, care are să-l călărească până în Laponia.
Sosită pe tărâmul laponilor, Gerda intră în casa unei bătrâne. Renul îi povestește femeii tot ce se întâmplase, aceasta răspunzându-le că mai au mult de mers până la Crăiasa zăpezii. Gerda se încălzește și mânâncă iar apoi își continuă călătoria. Fata ajunge în Finlanda și se adăpostește la altă femeie, care îi vorbește despre Kai și despre pățania sa cu cioburile de sticlă.
De la casa finlandezei, Gerda călărește până la palatul Crăiesei zăpezii. Aceasta își părăsise tronul pentru a aduce zăpada pe vulcanii Etna și Vezuviu. Văzându-l pe Kai, Gerda fuge să-l îmbrățișeze și să-l sărute. Acesta nu răspunde, fiind negru de frig. Gerda începe atunci să plângă, lacrimile sale ajungând la inima lui Kai și topindu-i gheața din suflet. Kai își revine la viață și se sărută cu Gerda, cei doi părăsind mai apoi palatul și pornind spre casă.

## Literatură
- Andersen, Hans Christian. Crăiasa zăpezii (basme și povestiri). Tradus de Al. Philippide și I. Cassian-Mătăsaru. București, 1965: Editura pentru Literatură, Colecția Biblioteca pentru toti (nr. 310). p. 418.;
- Andersen, Hans Christian. Crăiasa zăpezii. Tradus de Al. Philippide și I. Cassian-Mătăsaru. București, 1988: Editura Ion Creangă. p. 90.;

## Ecranizări
- 1957 Crăiasa zăpezii, regia Lev Atamanov
- 2002 Crăiasa zăpezii
- 2012 Crăiasa zăpezii, film rusesc
- 2013 Regatul de gheață